# Municipio de Larchwood
El municipio de Larchwood (en inglés: Larchwood Township) es un municipio ubicado en el condado de Lyon en el estado estadounidense de Iowa. En el año 2010 tenía una población de 1400 habitantes y una densidad poblacional de 19,75 personas por km².

## Geografía
El municipio de Larchwood se encuentra ubicado en las coordenadas 43°28′0″N 96°23′18″O / 43.46667, -96.38833. Según la Oficina del Censo de los Estados Unidos, el municipio tiene una superficie total de 70.88 km², de la cual 70,88 km² corresponden a tierra firme y (0 %) 0 km² es agua.

## Demografía
Según el censo de 2010, había 1400 personas residiendo en el municipio de Larchwood. La densidad de población era de 19,75 hab./km². De los 1400 habitantes, el municipio de Larchwood estaba compuesto por el 97,64 % blancos, el 0,07 % eran afroamericanos, el 0,21 % eran amerindios, el 0,21 % eran asiáticos, el 1,14 % eran de otras razas y el 0,71 % eran de una mezcla de razas. Del total de la población el 1,93 % eran hispanos o latinos de cualquier raza.